# Rhathymus rufescens
Rhathymus rufescens là một loài Hymenoptera trong họ Apidae. Loài này được Friese mô tả khoa học năm 1920.